# Hungry Sally & Other Killer Lullabies
| Recensione | Giudizio |
| ---------- | -------- |
| AllMusic   | [ 1 ]    |

Hungry Sally & Other Killer Lullabies è il secondo album discografico di Tito & Tarantula, pubblicato dall'etichetta discografica Cockroach Records nel marzo del 1999.

## Tracce
Brani composti da Tito & Tarantula
1. Bleeding Roses – 5:48
2. When You Cry – 5:55
3. Love in My Blood – 3:57
4. Slow Dream – 4:20
5. Hungry Sally – 6:46
6. German Fräulein – 4:26
7. Betcha Can't Play – 1:34
8. Clumsy Beautiful World – 3:44
9. Devil's in Love – 4:06
10. Woke Up Blind – 10:51
11. Pieces of Time – 5:12

## Formazione
- Tito Larriva - voce, chitarre, one-finger piano, recorder
- Peter Atanasoff - chitarre, voce
- Jennifer Condos - basso, voce
- Johnny Vatos Hernandez - batteria, percussioni, voce

Ospiti
- Petra Haden - violino, mandolino, chitarra, recorder
- Chris Rugulo - chitarra, percussioni
- Julian Mack - pianoforte
- Scotty Boy - accompagnamento vocale, coro

Note aggiuntive
- Mack & Tito - produttori
- Andre Reckle - produttore esecutivo
- Registrazioni effettuate al Track Records Studios (North Hollywood, CA) ed al Eraserhead Studios (Glendale, CA)
- Mack & Tito - ingegneri delle registrazioni
- Sergio Garcia, Chris Rugulo, Mike Terry - assistenti ingegneri delle registrazioni
- Mixaggi effettuati al Sound City Studios
- Mack - mixato
- Gary Panter - illustrazione copertina frontale
- Andre Reckle - fotografie (componenti del gruppo)[3]